# Fröhlich Róbert
Fröhlich Róbert (Fröhlich Israel, névváltozat: Ignác) (Pest, 1844. március 19. – Budapest, 1894. május 23.) református lelkész, régész, akadémikus, a Magyar Tudományos Akadémia Könyvtárának főkönyvtárnoka. Fröhlich Izidor (1852–1931) fizikus, akadémikus bátyja.

## Életútja
A wobori születésű Fröhlich Jakab és Léderer Katalin fiaként született, 1851. február 18-án tért át szüleivel a református vallásra. Pesten végezte tanulmányait, itt érettségizett. 1862-től 1864-ig a Protestáns Teológiai Intézetbe járt, majd két évig a bázeli egyetemen tanult klasszika-filológiát és ókori keleti történelmet. 1868-ban kapta meg lelkészi oklevelét.
1866 és 1869 között Pesten és Kisharsányban működött segédlelkészként, majd a csurgói református gimnáziumban, 1870-től a pesti református gimnáziumban, 1873-tól 1892-ig a budapesti evangélikus főgimnáziumban tanított. Közben két évig héber nyelvet oktatott a Protestáns Teológiai Intézetben. 1883-ban az ókori történelem és régészet magántanárává nevezték ki. 1892 decemberétől haláláig az MTA Könyvtárának vezetője volt.
1892 májusában az MTA levelező tagjává választották.

## Munkássága
Az ókori Pannonia területén végzett ásatásokat, számos település és út feltárása fűződik nevéhez. Kutatási eredményeit az Archaeologiai Értesítőben, az általa gyűjtött feliratokat a Corpus Inscriptionum Latinarum harmadik kötetében publikálta. Fő művének a Magyarország ókori helyrajzáról készülő munkáját szánta, ám ennek befejezésére már nem maradt ideje.
Könyvtárigazgatói működéséről nem maradt fenn iratanyag.

## Főbb művei
- Szótár Homeros két eposához (Elischer Józseffel; Budapest, 1875)
- Curtius: A görögök története (Ford., Budapest, 1875)
- A pannonok földje és népe (Budapest, 1881)
- Herodotos keleti útja (H. n., 1890)
- Magyarország területe a római hódítás előtt (In A magyar nemzet története I. Magyarország a királyság megalapításáig. Főszerk.: Szilágyi Sándor. Budapest, 1895, reprint 1994)